# آناهیت ساوایان
هنرمند
آناهید یپرمی ساوایان (ارمنی: Անահիտ Եփրեմի Սավայան؛ انگلیسی: Anahit Savayan؛ ۱۸ آوریل ۱۹۴۴ - ۱۸ مهٔ ۲۰۱۳) نقاش اهل ارمنستان بود.

## زندگی‌نامه
وی در ۱۸ آوریل ۱۹۴۴ در ایروان به دنیا آمد و از کالج دولتی هنرهای زیبای پانوس ترلمزیان (۱۹۶۴) و انستیتو دولتی هنری و نمایشی ایروان (۱۹۶۹) فارغ‌التحصیل گشت. یپرم ساوایان و مارو سارگسیان پدر و دختر وی هستند وی در ۱۸ مه ۲۰۱۳ در سن ۶۹ سالگی در ایروان درگذشت.